# Edith Penrose
Edith Penrose, née le 15 novembre 1914 à Los Angeles et morte le 11 octobre 1996 à Waterbeach, est une économiste anglaise née aux États-Unis, réputée pour la publication d'un ouvrage intitulé The Theory of the Growth of the Firm, qui décrit les multiples manières (et la rapidité) par lesquelles les firmes modernes croissent.
Il s'agit d'une contribution importante au monde de l'économie et du management par l'une des premières femmes à avoir influencé significativement ces domaines. Elle est également une spécialiste reconnue du monde de l'économie du pétrole, auteure de plusieurs ouvrages.

## Biographie

### Jeunesse et voyages
Née en 1914 à Los Angeles, Edith Tilton (nom de naissance) obtient une licence à l'université de Californie à Berkeley. En 1936, elle se marie à David Burton Denhardt qui meurt deux ans plus tard d'un accident de chasse. Elle déménage à Baltimore où elle obtient son master et son doctorat de l'université Johns-Hopkins sous la direction de Fritz Machlup.
En 1944, elle épouse Ernest Penrose, titulaire d'une chaire d'économie à Johns Hopkins. Le couple fait de nombreux voyages et déplacement, à Londres, puis à Genève, à Canberra (1955-1956) (Australie) et en Iraq (1957). Elle est par ailleurs mère de trois enfants.
Elle fréquente plusieurs universités dont la London School of Economics et la School of Oriental and African Studies de 1960 à 1964, le Templeton College d'Oxford de 1982 à 1985, la Bradford University de 1989 à 1992 et enfin à l’Institut européen d'administration des affaires (INSEAD) de 1977 à 1990 en tant que professeure et vice-doyenne où elle termine sa carrière.
Elle meurt en 1996, au Royaume-Uni.

### Sa contribution principale:The Theory of the Growth of the Firm
Les théories sur la croissance des entreprises sont peu reconnues à l'époque où Edith Penrose publie ces travaux. Mais ils ont su être appréciés dans ce nouveau contexte de recherche qu'est l'évolution du marché de l'économie. C'est à partir des années 1980 qu'on constate une hyperinflation des approches, des ouvrages et des articles qui s'intéressent à la firme et c'est également à cette époque que l’entreprise devient l’un des domaines principaux de recherche en économie. En ce sens, la théorie de la firme est donc une avancée majeur dans ce domaine.
The Theory of the Growth of the Firm (1959) constitue à la fois une nouvelle vision de la firme, et se consacre notamment à la relation entre le management stratégique et le développement d'une entreprise, analysant notamment « les implications concurrentielles des forces et faiblesses internes d'une entreprise ».
Edith Penrose distingue les ressources (qu’elle regroupe en deux catégories, matérielles et humaines) des services qu’une entreprise peut en retirer. Dans cette théorie, l'auteure propose un processus basé sur les savoirs et la connaissance par les entreprises de leurs ressources. Les ressources, dans la théorie d'Edith Penrose, sont présentées comme des atouts majeurs dans la croissance d'une entreprise, à condition d'avoir une certaine connaissance de ces atouts. Ces ressources apportent des "services" à l'entreprise qui, en fonction de la manière dont ils sont utilisés, en combinaison avec les différents types où les montants des autres ressources, permettent à l'entreprise d'être productive et de se distinguer parmi ses concurrents. L'auteure précise que c'est dans cette distinction entre ressources et les services rendus par les ressources où se trouve l'unicité de chaque entreprise, et que les services rendus par les ressources représentent des opportunités de marché.
Elle souligne que l’hétérogénéité de ces services est l’élément fondateur du caractère unique de chaque entreprise. Elle observe également que certaines firmes n’exploitent pas les possibilités qu’offrent ces interactions, mais que là où elles sont exploitées, la croissance ne peut être attribuable au seul jeu des modifications environnementales.
La sélection des couples de produit-marché serait donc conditionnée par les ressources dont la firme a héritées.
Ce postulat d’Edith Penrose a permis l'éclosion d'une école théorique de l'organisation et l’émergence d’une nouvelle approche fondée sur les ressources.

### Une des fondatrices du management moderne?
La seconde contribution importante d’Edith Penrose se situe dans ses propositions concernant les compétences parmi lesquelles la connaissance devient un pilier explicatif de la croissance et du développement des organisations. Elle estime que la connaissance tacite et l'expérience des dirigeants est primordiale dans les performances stratégiques des sociétés, et comme chaque dirigeant maîtrise plus ou moins cette connaissance non codifiée, ceci expliquerait les différences de croissance entre les entreprises, et leur capacité à gérer un changement de taille.